# Palmqvistska fonden till Stockholms befästande
Palmqvistska fonden till Stockholms befästande grundades av kaptenen vid Smålands grenadjärbataljon friherre Fredrik Georg Stiernklo-Lillienberg-Palmqvist (1801-1861) och överlämnades enligt testamente av den 25 juni 1850 till statsverket. Syftet med fonden var att stärka Stockholms fasta försvar.
Tillsammans med Föreningen för Stockholms fasta försvar insamlade Palmqvistska fonden pengar från välbärgade medborgare för att låta uppföra den så kallade Korvlinjen, ett befästningsverk bestående av Norra Fronten och Södra Fronten, som skulle skydda Stockholm från landangrepp från norr och söder. Medan "Föreningen för Stockholms fasta försvar" huvudsakligen ägnade sig åt uppbyggnaden av Södra Fronten finansierades Norra Fronten till största delen av privata medel ur "Palmqvistska fonden till Stockholms befästande", som år 1906 hade en kassa på 586 795 kronor samt donationer från markägare som Carl Robert Lamm, som även lät uppföra några fort på egen bekostnad. Norra Fronten var i stort sett utbyggd till år 1916.
Korvlinjen byggdes av militära förband under civil ledning och skulle huvudsakligen bemannas av infanterister från landstormen, det vill säga värnpliktiga äldre än 32 år, beväpnade med vanliga gevär.
Många skyttevärn, batteriplatser och fort längs Norra och Södra Fronten, byggda strax före och under första världskriget finns fortfarande bevarade. Under mellankrigstiden togs medel ur fonden för anläggandet av Havsbandslinjen i Stockholms skärgård.